# Fraternita dei Laici

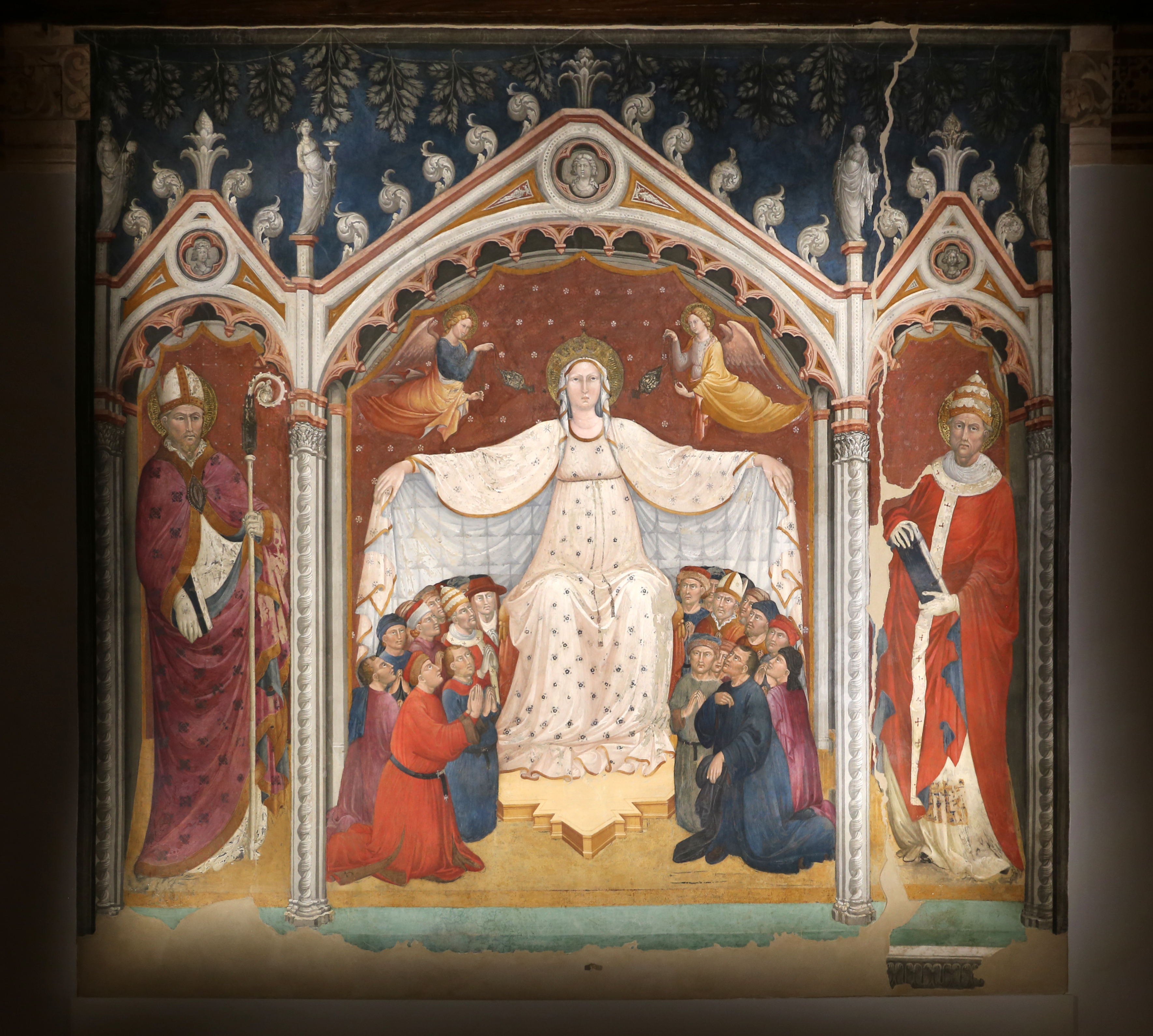
La Madonna della Misericordia, protettrice della Fraternita dei Laici

La Fraternita dei Laici, importante istituzione aretina, fu fondata nel 1262 con l'approvazione del vescovo di Arezzo Guglielmino degli Ubertini con il nome ufficiale di Fraternita di Santa Maria della Misericordia, grazie alla volontà di un gruppo di persone dirette dai padri domenicani e desiderose di aiutare i poveri e gli infermi. 
A seguito di lasciti e donazioni la Fraternita ha svolto nei secoli grandi imprese per la città di Arezzo, compreso il pagamento delle logge progettate da Giorgio Vasari. 
La Fraternità, che ha sede nell'omonimo palazzo, possiede un importante archivio che copre cinque secoli di storia.